# Grumman TBF Avenger
Grumman TBF Avenger – amerykański trzyosobowy horyzontalny pokładowy samolot torpedowo-bombowy, jednosilnikowy średniopłat o konstrukcji metalowej, zaprojektowany dla amerykańskiej marynarki wojennej do zastąpienia TBD Devastator. Oznaczenie TBF nosiła oryginalna konstrukcja Grummana, samoloty zaś w wersji produkowanej na licencji przez General Motors nosiły oznaczenie TBM. Debiut bojowy maszyny miał miejsce 4 czerwca 1942, w pierwszym dniu bitwy pod Midway, po czym w szybkim tempie zastępując Devastatory, Avengery stały się standardowym samolotem torpedowym amerykańskiego lotnictwa pokładowego podczas wojny na Pacyfiku. W takiej też roli uczestniczyły odtąd we wszystkich bitwach powietrzno-morskich oraz operacjach desantowych na Pacyfiku, aż do zatopienia japońskiego pancernika „Yamato” i zakończenia wojny.

## Rozwój konstrukcji
Kontrakt na budowę Avengera zakłady Grumman zawarły z Marynarką w dniu 8 kwietnia 1940. Nowy samolot został zaprojektowany przez Leroya Grummana w Iron Works, prototyp otrzymał oznaczenia XTBF-1. Pierwszy lot XTBF-1 odbył się 1 sierpnia 1941 – już po podpisaniu kontraktu na dostawę pierwszych 286 maszyn. Pierwszy seryjny TBF-1 pojawił się w styczniu 1942 i w maju tego roku eskadra torpedowa VT-8 z lotniskowca USS „Hornet” (CV-8), otrzymała swoje pierwsze samoloty. Mimo szybkiego tempa wzrostu mocy produkcyjnych w zakładach w Bethpage na Long Island, zaangażowany w produkcję F4F Wildcat Grumman, który był głównym dostawcą samolotów dla United States Navy, nie był w stanie zaspokoić w całości potrzeb marynarki, toteż część produkcji Avengera, Grumman powierzył zakładom General Motors.
Avenger był pierwszym bombowcem torpedowym zaprojektowanym w zakładach Grummana, był największym jednosilnikowym pokładowym samolotem z okresu drugiej wojny światowej, pierwszym też samolotem, w którym zastosowano zaprojektowany przez Grummana mechanizm składania skrzydeł. Samolot był napędzany silnikiem Wright R-2600-20 o mocy 1900 KM, miał załogę złożoną z trzech osób (pilot, tylny strzelec i radionawigator/bombardier/strzelec). Grumman TBF/M „Avenger” charakteryzowały się stosunkowo grubym i krótkim kadłubem mieszczącym pojemną komorę torpedowo-bombową z hydraulicznie otwieranymi drzwiami. Uzbrojony został w 4 karabiny maszynowe – w obu skrzydłach zamontowano pojedyncze karabiny maszynowe kalibru 0,5 cala (12,7 milimetra) strzelające do przodu, wieżyczka na grzbiecie samolotu została uzbrojona w pojedynczy karabin maszynowy 12,7 milimetra, a pod ogonem samolotu znajdował się dodatkowy karabin maszynowy 0,3 cala (7,62 milimetra) służący do obrony przed myśliwcami atakującymi z tyłu i od dołu. Avenger miał dużą komorę bombową, w której mógł przenosić jedną torpedę Mark XIII lub jedną bombę o wadze 2000 funtów (908 kg) bądź cztery bomby 500 funtowe (227 kg). Zdolny był do zrzutu późniejszych wersji torpedy Mark 13 z wysokości 800 stóp (244 metrów) przy prędkości 270 węzłów.
Późniejsze warianty obejmowały TBF-1C z dwoma działkami 20 mm w skrzydłach, TBF-1B w który w ramach Lend Lease zaopatrywano Wielką Brytanię, TBFD oraz TBF-1E z radarem ZOP oraz TBF-1L z reflektorem poszukiwawczym w komorze bombowej. Ogółem wyprodukowano 2290 maszyn w wersjach TBF-1 oraz 2882 samolotów TBM-1.
General Motor podjął także produkcję maszyn oznaczonych jako TBM-3 z silnikiem R-2600-20 oraz ich wariantów służących zwalczaniu okrętów podwodnych – będących odpowiednikami maszyn ZOP z wersji TBF-1. Do Wielkiej Brytanii dostarczono 395 TBF-1B oraz 526 TBM-3P, także Nowa Zelandia otrzymała 63 maszyny tego typu. Wyposażona w kamerę wersja TBM-3P oraz TBM-3H z radarem, były ostatnimi wersjami wojennymi tego samolotu, choć Avengery służyły w US Navy do 1954.

## Historia operacyjna
Tuż po wejściu do służby pierwsze Avengery wzięły udział w bitwie pod Midway. Z sześciu biorących udział w ataku samolotów pięć uległo zniszczeniu bez uzyskania trafienia. Mimo to wykazały swoją przydatność i szybko zastępując nie spełniające już wymagań wojny wojny na Pacyfiku TBD Devastator, stanowiły wkrótce trzon amerykańskiego lotnictwa pokładowego we wszystkich bitwach powietrzno-morskich na tym teatrze wojny. Mimo dramatycznego – z różnych powodów – niepowodzenia amerykańskich samolotów torpedowych pod Midway, Avengery wkrótce zaczęły pełnić wiodącą rolę w amerykańskich zmaganiach na Pacyfiku, zwłaszcza w miarę ulepszania podstawowej amerykańskiej torpedy lotniczej Mark 13, co zapewniało im możliwość zrzutów torped przy większej prędkości i wysokości w krytycznej końcowej fazie ataku. Apogeum swojej efektywności Avengery uzyskały w bitwie pod Leyte, gdy kolejne modyfikacje torpedy Mark 13 umożliwiły pilotom Avengerów wykonywanie ataków torpedowych przy prędkości 270 mil na godzinę (434 km/h) — a więc bliskiej ich prędkości maksymalnej — z wysokości 800 stóp (244 m). Okazało się to decydującą okolicznością przy unikaniu niezwykle silnego ognia przeciwlotniczego, gdy fala za falą, amerykańskie samoloty torpedowe i bombowe atakowały super-pancernik „Musashi”, oraz podczas bitwy o Okinawę – gdzie przy wsparciu samolotów myśliwskich Avengery zatopiły drugi z największych ówcześnie okrętów świata „Yamato”.
Samoloty TBM Avenger pozostawały na wyposażeniu lotnictwa morskiego USA do 31 października 1954.